# Michel Duval
Pour les articles homonymes, voir Duval.
Michel Duval, né le 23 décembre 1926 à Pleumeur-Bodou et mort le 5 juillet 2008 à Paris 7e, est un homme politique français.

## Détail des fonctions et des mandats
Mandats parlementaires
- 12 mars 1967 - 30 mai 1968 : Député de la 5e circonscription du Puy-de-Dôme
- 30 juin 1968 - 1er avril 1973 : Député de la 5e circonscription du Puy-de-Dôme

Mandats locaux
- mars 1971 - 2007 :  Maire de Saint-Éloy-les-Mines
- - mars 1979 : Conseiller général du canton de Montaigut
- 1992-2004 : Conseiller général du canton de Montaigut